# Spårvägen i Ulricehamn

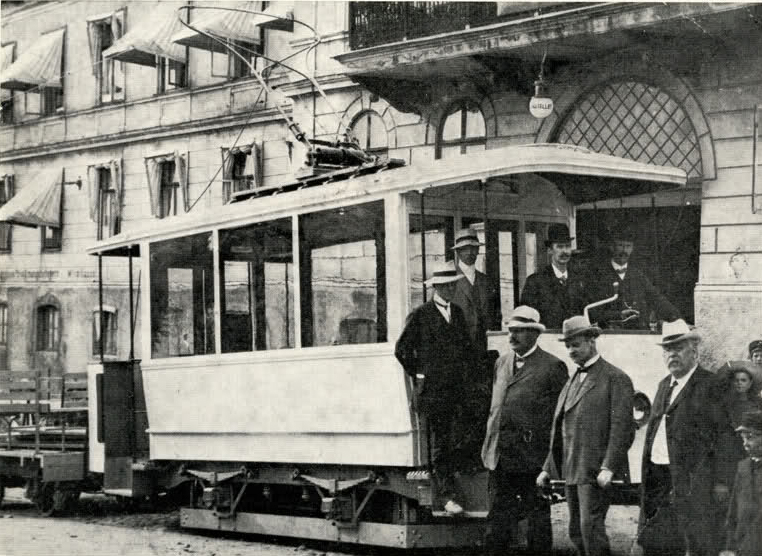
Spårvagnen framför stadshotellet 1911

Spårvägen i Ulricehamn var en spårväg i Ulricehamn som anlades 1909–1910. Den togs dock aldrig i kommersiell trafik och banan revs upp 1917.
Det var direktören för Ulricehamns sanatorium, Per Stenman, som tog initiativet till att bygga en spårväg från järnvägsstationen via Bogesundsgatan, Grönahögsvägen och Sanatorievägen upp till vintersanatoriet. Spårvägen byggdes under vintern 1909–1910. Den var knappt tre kilometer lång, hade spårvidden 1000 mm och var i sin helhet enkelspårig. Höjdskillnaden mellan järnvägsstationen och sanatoriet var hela 130 meter.
Anledningen till att man byggde en spårväg var att det skulle vara lättare för sanatoriets gäster att ta sig den mödosamma vägen från stationen ända upp till sanatoriet. Men trafiken kom aldrig igång, dels på grund av inre meningsskiljaktigheter inom spårvägsbolaget, men framför allt på grund av att banan av besparingsskäl var undermåligt byggd, vilket resulterade i att den aldrig godkändes av myndigheterna.
Spårvägen hade endast en spårvagn samt en släpvagn, eller snarare en tralla avsedd för gods och personbefordran. Hela anläggningen såldes 1917. Den enda spårvagnen och koppartråden från kontaktledningen såldes till Göteborgs spårvägar.
Affären blev ändå en framgång, då aktieägarna fick ordentlig utdelning efter försäljningen. Bland annat hade priset på koppar gått upp och bara inkomsten av den täckte vad hela anläggningen hade kostat att bygga sex år tidigare.